# Fussballclub Wohlen 1904 2021-2022
Questa voce raccoglie le informazioni riguardanti il Fussballclub Wohlen 1904 nelle competizioni ufficiali della stagione 2021-2022.

## Stagione
Nella stagione 2021-2022 il Wohlen, allenato da Ryszard Komornicki, concluse il campionato di Prima Lega al 1º posto, nei play-off il Wohlen fu eliminato in semifinale dal Bulle.

## Rosa
| N. |                            | Ruolo | Calciatore        |
| -- | -------------------------- | ----- | ----------------- |
| 1  | Svizzera (bandiera)        | P     | Nils Reich        |
| 3  | Francia (bandiera)         | D     | Hugo Chabin       |
| 3  | Serbia (bandiera)          | C     | Stiljan Gegaj     |
| 4  | Svizzera (bandiera)        | D     | Justin Pfister    |
| 5  | Svizzera (bandiera)        | A     | Luigi Milicaj     |
| 6  | Kosovo (bandiera)          | D     | Alban Pnishi      |
| 7  | Italia (bandiera)          | A     | Thomas Schiavano  |
| 9  | Svizzera (bandiera)        | C     | Vilson Doda       |
| 10 | Italia (bandiera)          | C     | Davide Giampà     |
| 10 | Svizzera (bandiera)        | C     | Muhamed Seferi    |
| 11 | Rep. Dominicana (bandiera) | A     | Luiyi Lugo        |
| 11 | Svizzera (bandiera)        | A     | Alessandro Vogt   |
| 12 | Svizzera (bandiera)        | A     | Javi Gabathuler   |
| 13 | Svizzera (bandiera)        | D     | Gianluca Calbucci |

| N. |                     | Ruolo | Calciatore            |
| -- | ------------------- | ----- | --------------------- |
| 14 | Svizzera (bandiera) | C     | Dario Stadler         |
| 15 | Angola (bandiera)   | C     | Valdimiro Quinjinca   |
| 16 | Svizzera (bandiera) | D     | Klodi Ajdari          |
| 16 | Svizzera (bandiera) | D     | Nicolas Künzli        |
| 17 | Ucraina (bandiera)  | D     | Anatoliy Kozlenko     |
| 19 | Svizzera (bandiera) | C     | Nikola Bozic          |
| 19 | Italia (bandiera)   | A     | Noel Romano           |
| 21 | Svizzera (bandiera) | D     | Edison Golaj          |
| 23 | Svizzera (bandiera) | D     | Yannick Waser         |
| 27 | Svizzera (bandiera) | D     | Esat Balaj            |
| 28 | Svizzera (bandiera) | P     | Luca Thaler           |
|    | Svizzera (bandiera) | P     | Loïc Jacot            |
|    | Germania (bandiera) | C     | Ronny Minkwitz        |
|    | Svizzera (bandiera) | A     | Giandomenico Tanzillo |

## Organigramma societario
Area tecnica
- Allenatore: Ryszard Komornicki
- Allenatore in seconda:
- Preparatore dei portieri:
- Preparatori atletici:

## Calciomercato

### Sessione estiva
| Acquisti | Acquisti          | Acquisti        | Acquisti |
| R.       | Nome              | da              | Modalità |
| -------- | ----------------- | --------------- | -------- |
| P        | Loïc Jacot        | Lucerna         |          |
| D        | Anatoliy Kozlenko | GKS Tychy       |          |
| P        | Joël Bonorand     | YF Juventus     |          |
| D        | Hugo Chabin       | Grasshoppers II |          |
| C        | Davide Giampà     | YF Juventus     |          |
| A        | Alessandro Vogt   | Aarau U16       |          |

| Cessioni | Cessioni         | Cessioni      | Cessioni |
| R.       | Nome             | a             | Modalità |
| -------- | ---------------- | ------------- | -------- |
| C        | Adijan Keranovic | Kosova Zurigo |          |

### Sessione invernale
| Acquisti | Acquisti              | Acquisti      | Acquisti |
| R.       | Nome                  | da            | Modalità |
| -------- | --------------------- | ------------- | -------- |
| A        | Giandomenico Tanzillo | Eschen/Mauren |          |

| Cessioni | Cessioni      | Cessioni | Cessioni |
| R.       | Nome          | a        | Modalità |
| -------- | ------------- | -------- | -------- |
| C        | Joël Richner  | Zofingen |          |
| P        | Joël Bonorand | Aarau    |          |

## Risultati

### Prima Lega

#### andata
| Wohlen 21 agosto 2021, ore 16:00 CEST 1ª giornata                      | Wohlen    | 3 – 0 referto | Zugo | Stadion Niedermatten (220 spett.) |
| \| \| \| \| \| Giampà 15’ Milicaj 66’ Quinjinca 90’ \| Marcatori \| \| |           |               |      |                                   |
|                                                                        |           |               |      |                                   |
| Giampà 15’ Milicaj 66’ Quinjinca 90’                                   | Marcatori |               |      |                                   |

| Schötz 28 agosto 2021, ore 16:00 CEST 2ª giornata                             | Schötz    | 2 – 2 referto         | Wohlen | Fußballanlage Wissenhusen (180 spett.) |
| \| \| \| \| \| Tayey 54’ Rapelli 63’ \| Marcatori \| 39’ Golaj 51’ Milicaj \| |           |                       |        |                                        |
|                                                                               |           |                       |        |                                        |
| Tayey 54’ Rapelli 63’                                                         | Marcatori | 39’ Golaj 51’ Milicaj |        |                                        |

| Wohlen 4 settembre 2021, ore 16:00 CEST 3ª giornata                 | Wohlen    | 2 – 1 referto | Langenthal | Stadion Niedermatten (380 spett.) |
| \| \| \| \| \| Balaj 54’ Minkwitz 63’ \| Marcatori \| 90’ Jonjic \| |           |               |            |                                   |
|                                                                     |           |               |            |                                   |
| Balaj 54’ Minkwitz 63’                                              | Marcatori | 90’ Jonjic    |            |                                   |

| Buochs 11 settembre 2021, ore 17:00 CEST 4ª giornata                | Buochs    | 1 – 2 referto        | Wohlen | Sportplatz Seefeld (193 spett.) |
| \| \| \| \| \| Bertucci 81’ \| Marcatori \| 36’ Milicaj 90’ Lugo \| |           |                      |        |                                 |
|                                                                     |           |                      |        |                                 |
| Bertucci 81’                                                        | Marcatori | 36’ Milicaj 90’ Lugo |        |                                 |

| Wohlen 18 settembre 2021, ore 16:00 CEST 5ª giornata                | Wohlen    | 3 – 0 referto | Bassecourt | Stadion Niedermatten (580 spett.) |
| \| \| \| \| \| Minkwitz 35’ Milicaj 76’ Lugo 90’ \| Marcatori \| \| |           |               |            |                                   |
|                                                                     |           |               |            |                                   |
| Minkwitz 35’ Milicaj 76’ Lugo 90’                                   | Marcatori |               |            |                                   |

| Köniz 25 settembre 2021, ore 16:00 CEST 6ª giornata                                                    | Köniz     | 4 – 3 referto                 | Wohlen | Sportplatz Liebefeld-Hessgut (240 spett.) |
| \| \| \| \| \| Andrist 10’, 71’ Wyder 45’ Lukarov 79’ \| Marcatori \| 46’ Giampà 59’ Lugo 90’ Golaj \| |           |                               |        |                                           |
| |           |                               |        |                                           |
| Andrist 10’, 71’ Wyder 45’ Lukarov 79’                                                                 | Marcatori | 46’ Giampà 59’ Lugo 90’ Golaj |        |                                           |

| Wohlen 2 ottobre 2021, ore 16:00 CEST 7ª giornata | Wohlen    | 0 – 1 referto | Soletta | Stadion Niedermatten (369 spett.) |
| \| \| \| \| \| \| Marcatori \| 87’ Mathys \|      |           |               |         |                                   |
|                                                   |           |               |         |                                   |
|                                                   | Marcatori | 87’ Mathys    |         |                                   |

| Wohlen 16 ottobre 2021, ore 16:00 CEST 8ª giornata                                                                  | Wohlen    | 5 – 2 referto            | Grasshoppers II | Stadion Niedermatten |
| \| \| \| \| \| Milicaj 3’ (rig.) Quinjinca 29’, 49’ Giampà 47’ Lugo 80’ \| Marcatori \| 19’ (rig.), 90’ Gjorgjev \| |           |                          |                 |                      |
| |           |                          |                 |                      |
| Milicaj 3’ (rig.) Quinjinca 29’, 49’ Giampà 47’ Lugo 80’                                                            | Marcatori | 19’ (rig.), 90’ Gjorgjev |                 |                      |

| Zurigo 24 ottobre 2021, ore 15:30 CEST 9ª giornata | Kosova Zurigo | 0 – 0 referto | Wohlen | Sportanlage Buchlern |

| Wohlen 30 ottobre 2021, ore 16:00 CEST 10ª giornata                     | Wohlen    | 4 – 0 referto | Höngg | Stadion Niedermatten |
| \| \| \| \| \| Lugo 24’, 84’ Milicaj 45’ (rig.), 67’ \| Marcatori \| \| |           |               |       |                      |
|                                                                         |           |               |       |                      |
| Lugo 24’, 84’ Milicaj 45’ (rig.), 67’                                   | Marcatori |               |       |                      |

| Lucerna 7 novembre 2021, ore 14:00 CET 11ª giornata                   | Lucerna II | 1 – 3 referto      | Wohlen | Sportanlagen Allmend (200 spett.) |
| \| \| \| \| \| Waser 51’ (aut.) \| Marcatori \| 24’, 54’, 76’ Lugo \| |            |                    |        |                                   |
|                                                                       |            |                    |        |                                   |
| Waser 51’ (aut.)                                                      | Marcatori  | 24’, 54’, 76’ Lugo |        |                                   |

| Wohlen 13 novembre 2021, ore 16:00 CET 12ª giornata      | Wohlen    | 2 – 0 referto | Delémont | Stadion Niedermatten |
| \| \| \| \| \| Milicaj 15’ Giampà 70’ \| Marcatori \| \| |           |               |          |                      |
|                                                          |           |               |          |                      |
| Milicaj 15’ Giampà 70’                                   | Marcatori |               |          |                      |

| Münsingen 21 novembre 2021, ore 14:30 CET 13ª giornata | Münsingen | 1 – 1 referto | Wohlen | Sportanlage Sandreutenen |
| \| \| \| \| \| Gerber 29’ \| Marcatori \| 15’ Lugo \|  |           |               |        |                          |
|                                                        |           |               |        |                          |
| Gerber 29’                                             | Marcatori | 15’ Lugo      |        |                          |

| Zugo 27 novembre 2021, ore 16:00 CET 14ª giornata | Zugo | 0 – 0 referto | Wohlen | Stadio Herti Allmend (257 spett.) |

| Wohlen 5 marzo 2022, ore 16:00 CET 15ª giornata                                                    | Wohlen    | 2 – 4 referto                                      | Schötz | Stadion Niedermatten |
| \| \| \| \| \| Lugo 14’, 90’ \| Marcatori \| 8’ (rig.), 36’ Gjidoda 59’ Tayey 67’ (aut.) Pnishi \| |           |                                                    |        |                      |
| |           |                                                    |        |                      |
| Lugo 14’, 90’                                                                                      | Marcatori | 8’ (rig.), 36’ Gjidoda 59’ Tayey 67’ (aut.) Pnishi |        |                      |

#### ritorno
| Langenthal 13 marzo 2022, ore 15:00 CET 16ª giornata                          | Langenthal | 1 – 3 referto                    | Wohlen | Sportplatz Rankmatte (425 spett.) |
| \| \| \| \| \| Wernli 28’ \| Marcatori \| 21’ Giampà 51’ Calbucci 62’ Lugo \| |            |                                  |        |                                   |
|                                                                               |            |                                  |        |                                   |
| Wernli 28’                                                                    | Marcatori  | 21’ Giampà 51’ Calbucci 62’ Lugo |        |                                   |

| Wohlen 19 marzo 2022, ore 16:00 CET 17ª giornata                                     | Wohlen    | 5 – 0 referto | Buochs | Stadion Niedermatten |
| \| \| \| \| \| Milicaj 16’ Romano 29’ Lugo 53’, 74’ Schiavano 69’ \| Marcatori \| \| |           |               |        |                      |
|                                                                                      |           |               |        |                      |
| Milicaj 16’ Romano 29’ Lugo 53’, 74’ Schiavano 69’                                   | Marcatori |               |        |                      |

| Bassecourt 14 aprile 2022, ore 20:00 CEST 18ª giornata              | Bassecourt | 1 – 2 referto       | Wohlen | Stade des Grands-Prés |
| \| \| \| \| \| Tighazoui 17’ \| Marcatori \| 59’ Lugo 68’ Giampà \| |            |                     |        |                       |
|                                                                     |            |                     |        |                       |
| Tighazoui 17’                                                       | Marcatori  | 59’ Lugo 68’ Giampà |        |                       |

| Wohlen 20 aprile 2022, ore 20:00 CEST 19ª giornata       | Wohlen    | 1 – 1 referto | Köniz | Stadion Niedermatten |
| \| \| \| \| \| Calbucci 89’ \| Marcatori \| 53’ Costa \| |           |               |       |                      |
|                                                          |           |               |       |                      |
| Calbucci 89’                                             | Marcatori | 53’ Costa     |       |                      |

| Soletta 9 aprile 2022, ore 16:00 CEST 20ª giornata | Soletta   | 0 – 1 referto | Wohlen | Stadion Solothurn (400 spett.) |
| \| \| \| \| \| \| Marcatori \| 66’ Doda \|         |           |               |        |                                |
|                                                    |           |               |        |                                |
|                                                    | Marcatori | 66’ Doda      |        |                                |

| Niederhasli 23 aprile 2022, ore 16:00 CEST 21ª giornata  | Grasshoppers II | 1 – 1 referto | Wohlen | GC Campus AG |
| \| \| \| \| \| Paciência 90’ \| Marcatori \| 49’ Lugo \| |                 |               |        |              |
|                                                          |                 |               |        |              |
| Paciência 90’                                            | Marcatori       | 49’ Lugo      |        |              |

| Wohlen 30 aprile 2022, ore 16:00 CEST 22ª giornata               | Wohlen    | 3 – 0 referto | Kosova Zurigo | Stadion Niedermatten (650 spett.) |
| \| \| \| \| \| Waser 14’ Balaj 56’ Seferi 83’ \| Marcatori \| \| |           |               |               |                                   |
|                                                                  |           |               |               |                                   |
| Waser 14’ Balaj 56’ Seferi 83’                                   | Marcatori |               |               |                                   |

| Zurigo 7 maggio 2022, ore 16:00 CEST 23ª giornata | Höngg     | 0 – 1 referto | Wohlen | Sportplatz Hönggerberg |
| \| \| \| \| \| \| Marcatori \| 90’ Giampà \|      |           |               |        |                        |
|                                                   |           |               |        |                        |
|                                                   | Marcatori | 90’ Giampà    |        |                        |

| Wohlen 14 maggio 2022, ore 16:00 CEST 24ª giornata                                            | Wohlen    | 3 – 2 referto               | Lucerna II | Stadion Niedermatten (750 spett.) |
| \| \| \| \| \| Vogt 68’ Milicaj 72’ Pnishi 79’ \| Marcatori \| 5’ (rig.) Rupp 24’ Villiger \| |           |                             |            |                                   |
|                                                                                               |           |                             |            |                                   |
| Vogt 68’ Milicaj 72’ Pnishi 79’                                                               | Marcatori | 5’ (rig.) Rupp 24’ Villiger |            |                                   |

| Delémont 21 maggio 2022, ore 16:00 CEST 25ª giornata                                 | Delémont  | 1 – 4 referto                          | Wohlen | Stadio La Blancherie |
| \| \| \| \| \| Mapwata 38’ \| Marcatori \| 14’, 62’ Milicaj 45’ Lugo 88’ Tanzillo \| |           |                                        |        |                      |
|                                                                                      |           |                                        |        |                      |
| Mapwata 38’                                                                          | Marcatori | 14’, 62’ Milicaj 45’ Lugo 88’ Tanzillo |        |                      |

| Wohlen 28 maggio 2022, ore 16:00 CEST 26ª giornata                             | Wohlen    | 1 – 3 referto                | Münsingen | Stadion Niedermatten (324 spett.) |
| \| \| \| \| \| Lugo 18’ (rig.) \| Marcatori \| 11’, 68’ Lavorato 20’ Murina \| |           |                              |           |                                   |
|                                                                                |           |                              |           |                                   |
| Lugo 18’ (rig.)                                                                | Marcatori | 11’, 68’ Lavorato 20’ Murina |           |                                   |

#### Play-off
| 1º giugno 2022, ore 19:30 CEST Semifinale - andata | Bulle | 4 – 1 | Wohlen |  |

| 4 giugno 2022, ore 17:00 CEST Semifinale - ritorno | Wohlen | 0 – 2 | Bulle |  |

## Statistiche

### Statistiche di squadra
| Competizione | Punti | In casa | In casa | In casa | In casa | In casa | In casa | In trasferta | In trasferta | In trasferta | In trasferta | In trasferta | In trasferta | Totale | Totale | Totale | Totale | Totale | Totale | DR  |
| Competizione | Punti | G       | V       | N       | P       | Gf      | Gs      | G            | V            | N            | P            | Gf           | Gs           | G      | V      | N      | P      | Gf     | Gs     | DR  |
| ------------ | ----- | ------- | ------- | ------- | ------- | ------- | ------- | ------------ | ------------ | ------------ | ------------ | ------------ | ------------ | ------ | ------ | ------ | ------ | ------ | ------ | --- |
| Prima Lega   | 54    | 13      | 9       | 1       | 3       | 34      | 14      | 13           | 7            | 5            | 1            | 23           | 13           | 26     | 16     | 6      | 4      | 57     | 27     | +30 |
| Play-off     | -     | 1       | 0       | 0       | 1       | 0       | 2       | 1            | 0            | 0            | 1            | 1            | 4            | 2      | 0      | 0      | 2      | 1      | 6      | -5  |
| Totale       | 54    | 14      | 9       | 1       | 4       | 34      | 16      | 14           | 7            | 5            | 2            | 24           | 17           | 28     | 16     | 6      | 6      | 58     | 33     | +25 |

### Andamento in campionato
| Giornata  | 1 | 2 | 3 | 4 | 5 | 6 | 7 | 8 | 9 | 10 | 11 | 12 | 13 | 14 | 15 | 16 | 17 | 18 | 19 | 20 | 21 | 22 | 23 | 24 | 25 | 26 |
| --------- | - | - | - | - | - | - | - | - | - | -- | -- | -- | -- | -- | -- | -- | -- | -- | -- | -- | -- | -- | -- | -- | -- | -- |
| Luogo     | C | T | C | T | C | T | C | C | T | C  | T  | C  | T  | T  | C  | T  | C  | T  | C  | T  | T  | C  | T  | C  | T  | C  |
| Risultato | V | N | V | V | V | P | P | V | N | V  | V  | V  | N  | N  | P  | V  | V  | V  | N  | V  | N  | V  | V  | V  | V  | P  |
| Posizione | 3 | 3 | 3 | 4 | 3 | 4 | 4 | 2 | 2 | 1  | 1  | 1  | 1  | 1  | 2  | 2  | 1  | 1  | 1  | 1  | 1  | 1  | 1  | 1  | 1  | 1  |

Legenda:

Luogo: C = Casa; T = Trasferta. Risultato: V = Vittoria; N = Pareggio; P = Sconfitta.